# Tepe Yahya
Koordinaten: 28° 35′ 0″ N, 56° 21′ 0″ O
Tepe Yahya (persisch تپه یحیی Tepe Yahyā), auch Tappeh Yahya, ist die Bezeichnung für eine archäologische Stätte im Bezirk Baft in der Provinz Kerman im Südosten Irans. Ausgrabungen fanden vor allem von 1967 bis 1975 durch das Departement American School of Prehistoric Research (ASPR) der Harvard University statt.
Die Siedlungsreste datieren vom 5. bis zum Ende des 2. vorchristlichen Jahrtausends. Eine weitere Siedlungsphase datiert von ca. 1000 v. Chr. bis 400 n. Chr.
In Tepe Yahya befand sich seit dem 3. Jahrtausend ein Steinbruch für Chlorit, dem Material für Keramik. Nach neuesten Ausgrabungen und Erkenntnissen in den weiter nördlich gelegenen Fundstätten Dschiroft und Schahr-e Suchte gehörte die Lagerstätte zu einem bronzezeitlichen Kulturkreis, der zwischen der Indus-Kultur und Sumer lag. Er war ein Zentrum der Hochkultur mit zahlreichen Funden der Chloritgefäße, die im gesamten Raum zwischen Indus und Tigris gefunden wurden. Damit hatte man ein Bindeglied, eine dritte Hochkultur zwischen den bekannten Zentren des 3. Jahrtausends gefunden.
Chloritgefäße wurden in so gut wie alle Nachbarländer bis an die Mittelmeerküste exportiert und erfreuten sich dort einer großen Beliebtheit. Die Gefäße waren mit reliefierten Fabelwesen, Skorpionen, bizarren Vogelmenschen versehen. Wie in Dschiroft fand man Rollsiegel aus Turkmenistan und Lothal, dem Hafen der Industal-Kultur und Stempel aus Pakistan und Bahrein, was aus weitreichende Handelsbeziehungen hindeutet. Die Experten der neuen Ausgrabungen gehen daher von einer selbständigen Hochkultur aus, die vermutlich noch vorelamisch war. Tepe Yahya gehörte zum Einflussbereich Dschirofts, das zum vorelamitischen Kulturkreis rechnet. Es fanden sich Tontafeln mit der protoelamischen Schrift. Die Experten vermuten, dass hier wertvolle Waren, wie Lapislazuli, Bronze, Juwelen und Gold verarbeitet und nach Sumer weitertransportiert wurden, wo diese Rohstoffe nicht vorkamen.

## Artefakte aus Chlorit

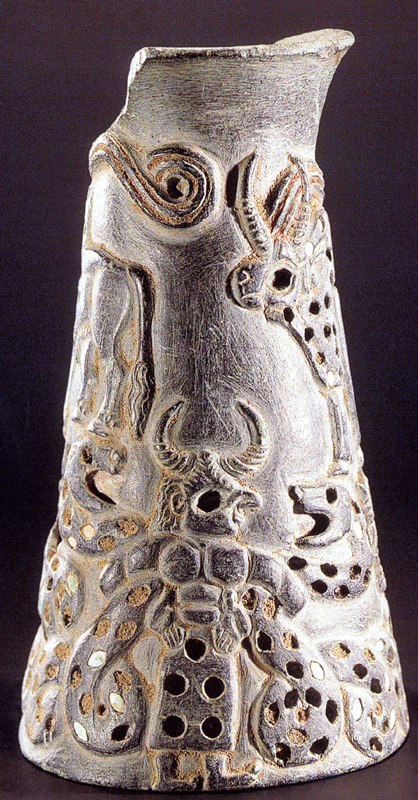
Krug mit einer gehörnten menschlichen Figur aus der Region Dschiroft
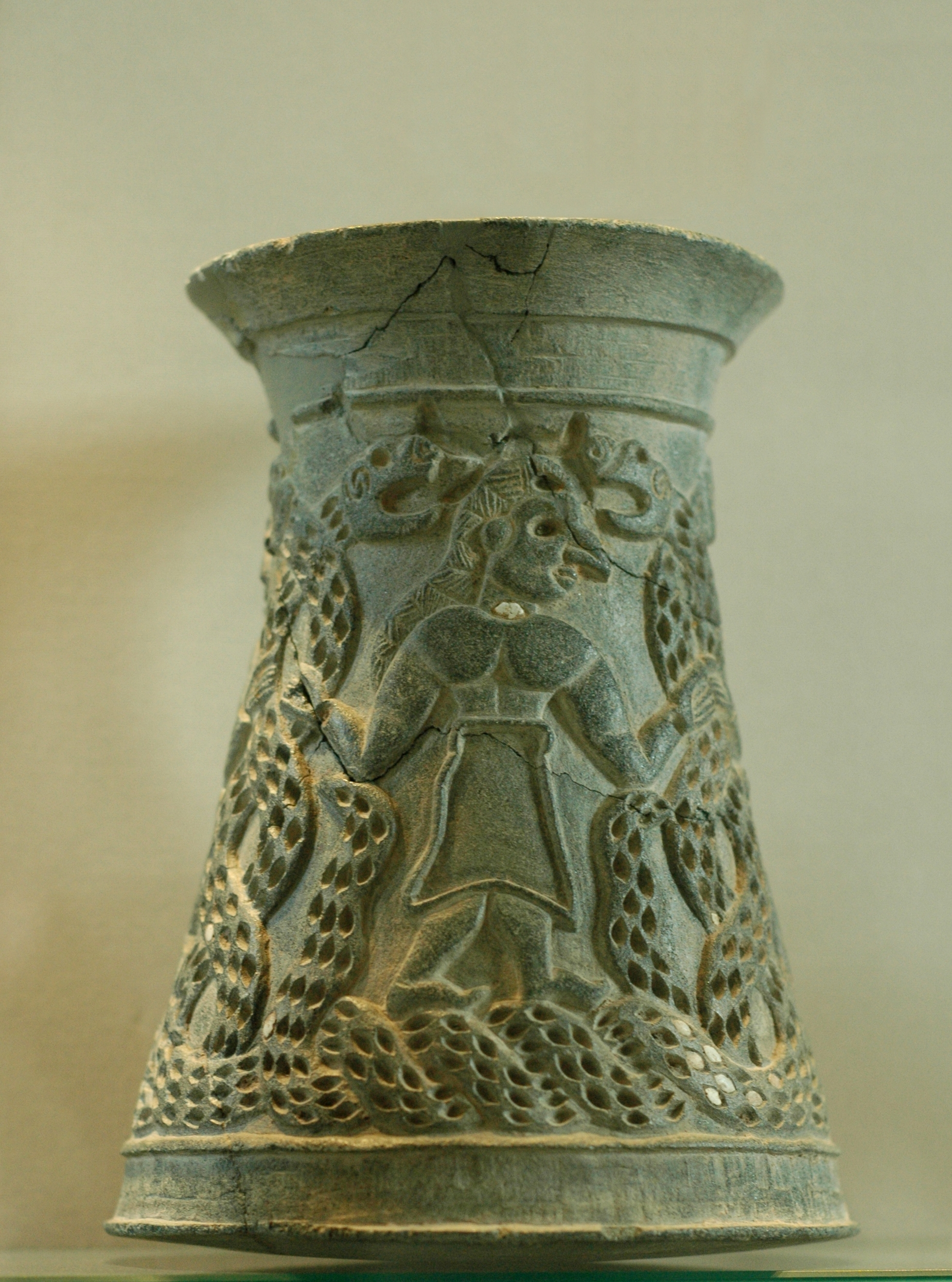
Vase, Herkunft unbekannt, evtl. Südosten Irans, seit 2003 im Louvre
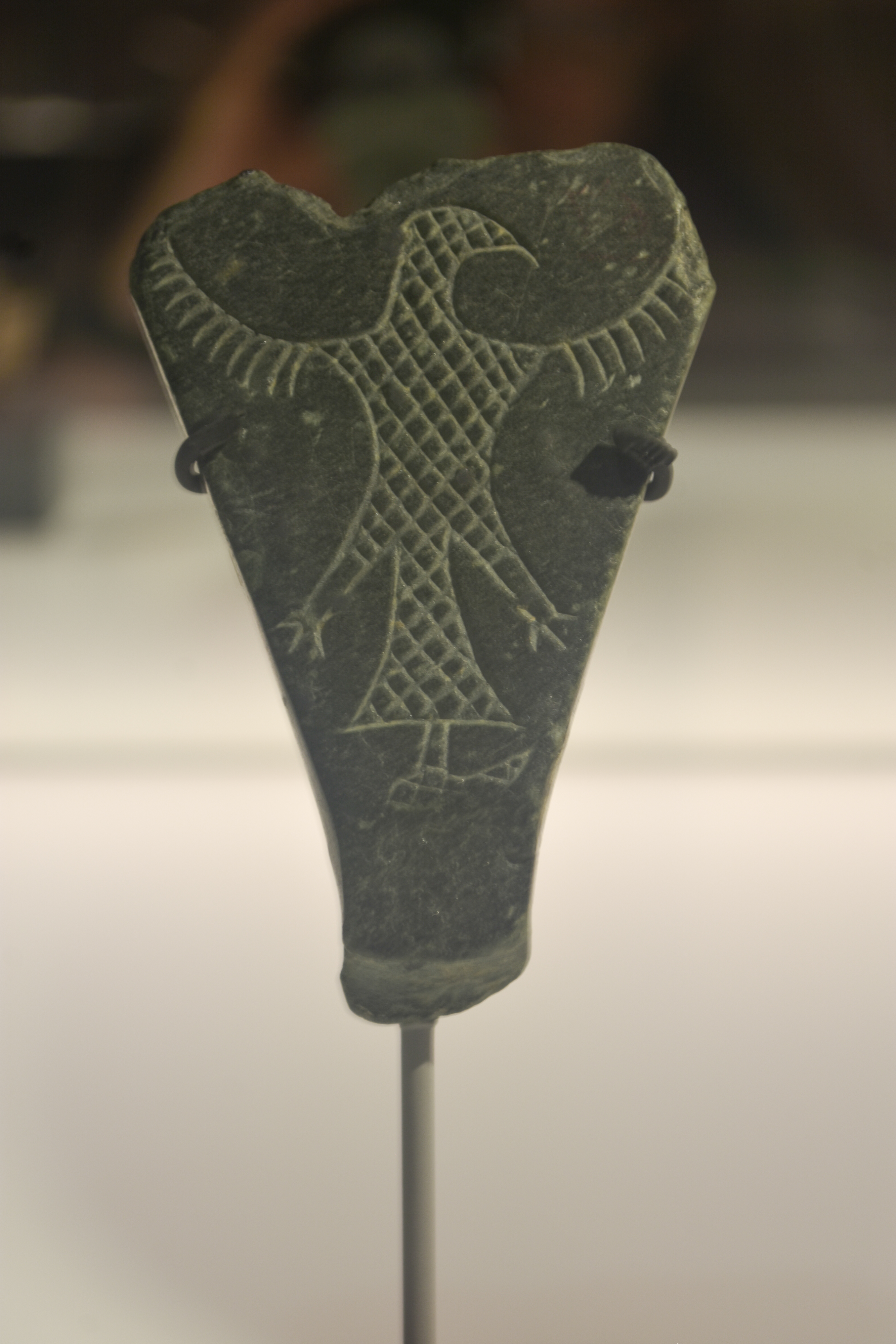
Zeremonielle Axtschneide mit eingraviertem Vogelmotiv. Tepe Yahya IV B Periode (2340 – 2200 v. Chr.)